# Alf Jarnestad
Alf Roland Jarnestad, född 25 juli 1923 i Kristianstad, död 24 januari 2008 i Karlskrona, var en svensk designer och formgivare inom den svenska porslinsindustrin 1946-1967, därefter keramiker och bildkonstnär med egen ateljé i Bubbetorp utanför Karlskrona. Han jobbade också som bildlärare på Rödebyskolan och Sunnadalskolan i Karlskrona kommun. Alf flyttade till Karlskrona år 1956 och flyttade sedan till Bubbetorp år 1962 där han bodde fram till sin död.
Han tillhörde under tio års tid Gustavsbergs Studio som dekormålare och assistent till Stig Lindberg. Han utbildades av Wilhelm Kåge och Stig Lindberg samt vid Konstfack och Berghs. 1956 knöts han till Karlskrona Porslinsfabrik och skapade där bland annat konstgodsserien Trossögods, Alfaserien och barnservisen Tivoli, samt en stor mängd olika dekorer för bruksporslin. Alf Jarnestad är representerad på flera betydande svenska museer, bland andra Nationalmuseum och Röhsska museet.